# Gerrothorax
Gerrothorax (del gr. γέρρον 'de mimbre' y θώραξ 'tórax'), es un género extinto de temnospóndilos que vivieron a finales del período Triásico, hace aproximadamente 210 millones de años, en lo que hoy es Alemania y Groenlandia.

## Características
Alcanzaron una longitud aproximada de 1 metro. Tenían el cuerpo aplanado, lo que sugiere que se escondían bajo la arena o el fango en el fondo de ríos y lagos mientras acechaban posibles víctimas con sus grandes ojos enfocados hacia arriba. 
El cráneo tenía una forma peculiar con terminaciones en ángulo a ambos lados. Esta geometría del cráneo recuerda a la de las especies del género Diplocaulus, pero de menor desarrollo.

## Curiosidad
Los fósiles muestran que las especies de este género fueron pedomórficas, manteniendo tres pares de branquias también en la fase adulta, las cuales les permitían respirar bajo el agua. Esta particularidad también se da en algunos caudados actuales, como por ejemplo en ciertas especies de los clados Proteidae y Ambystomatidae. 